# والدومیرو دوراتی دی ماکیدو
والدومیرو دوراتی دی ماکیدو (به پرتغالی: Valdomiro Duarte de Macedo) مدافع اهل برزیل است که در شهر سالوادور و در تاریخ ۶ دسامبر ۱۹۷۹ به دنیا آمده‌است.
والدومیرو دوراتی دی ماکیدو در تیم‌های فوتبال Bahia سابقهٔ حضور دارد.